# Theseus Magni Rydelius
Theseus Magni Rydelius, född 1636 i Östra Ryds socken, död 7 december 1708 i Väderstads socken, var en svensk präst.

## Biografi
Rydelius föddes 1636 i Östra Ryds socken. Han var son till kyrkoherden Magnus Ignæus och Margareta Pedersdotter. Rydelius blev 1665 student vid Uppsala universitet. Han prästvigdes 5 maj 1668. Rydelius blev 1670 komminister i Vreta Klosters församling. 15 maj 1689 blev han kyrkoherde i Väderstads församling och tillträdde tjänsten 1690. Han var predikant vid prästmötet 1698. Rydelius avled 7 december 1708 i Väderstads socken.
1692 skänkte Rydelius en ljuskrona till koret i Väderstads kyrka, i testamente efter sig och sin hustrus död.

### Familj
Rydelius gifte sig 14 juni 1668 med Christina Palumbus. (1649-1720). Hon var dotter till kyrkoherden Laurentius Palumbus och Mechtild Månsdotter i Vreta Klosters socken. De fick tillsammans barnen Lars (1669-1695), Magnus Cronflycht (1672-1708), Mechthild (1675), Johan (född 1680), Samuel (född 1677), Samuel (född 1679), Margareta (1683), Christina (född 1687) och Petrus (1692-1743). Barnen kom att ta efternamnet Rydberg.